# Trichomorpha nidicola
Trichomorpha nidicola är en mångfotingart som beskrevs av Chamberlin 1925. Trichomorpha nidicola ingår i släktet Trichomorpha och familjen Chelodesmidae. Inga underarter finns listade i Catalogue of Life.